# Sân bay Suntar
Sân bay Suntar (IATA: SUY, ICAO: UENS) là một sân bay ở Cộng hòa Sakha, Nga, cách Suntar 3 km về phía bắc.

## Hãng hàng không và điểm đến
| Hãng hàng không | Các điểm đến |
| --------------- | ------------ |
| Polar Airlines  | Yakutsk      |